# Karmelo Budihna
Karmelo Budihna, slovenski inženir gozdarstva in  družbenopolitični delavec, * 21. januar 1916, Ajdovščina, † 10. januar 1991, Ljubljana.

## Življenje in delo
Rodil se je v družini policijskega stražnika. Po koncu vojne se je družina  pred Italijani umaknila v Maribor, kjer je obiskoval ljudsko šolo in gimnazijo ter 1934 maturiral. Študij je nadaljeval v Zagrebu, kjer je 1940 diplomiral na  Gozdarski fakulteti. Prvo službo je nastopil v Ljubljani pri začasni državni upravi razlaščenih gozdov. Leta 1942 se je pridružil partizanom in 1944 postal šlan Komunistične partije Slovenije. Med narodnoosvobodilno borbo je deloval v upravnih organih; od aprila 1944 je bil član komisije za »upravo narodne imovine« pri Slovenskem narodnoosvobodilnem svetu. Od novembra 1944 do maja 1945 je služboval v Beogradu pri gozdarskih organih. Po vrnitvi v Slovenijo je delal v ministrstvu za gozdarstvo in kmetijstvo. Od junija 1947 je bil upravitelj gozdne uprave v Slovenski Bistrici, nato je v Mariboru vodil dravsko gozdno gospodarstvo. Od maja 1950 je bil generalni direktor lesne industrije Slovenije, nato od junija 1952 podpredsednik Okrajnega ljudskega odbora Maribor in od avgusta 1955 predsednik Okrajnega ljudskega odbora v Novi Gorici. Tu je ostal do 1961, ko se je v Ljubljani zaposlil v Gospodarski banki. Junija 1963 je bil izvoljen za republiškega poslanca. Od 1. septembra 1967 do 15. oktobra 1971 je bil jugoslovanski generalni konzul v Celovcu. Po vrnitvi v Ljubljano pa je postal namestnik ministra za gozdarstvo in kmetijstvo Socialistične republike Slovenije.